# Lill-Häggsjön, Medelpad
Lill-Häggsjön är en sjö i Sollefteå kommun och Sundsvalls kommun i Medelpad och ingår i Indalsälvens huvudavrinningsområde. Sjön är 10 meter djup, har en yta på 0,347 kvadratkilometer och är belägen 364,2 meter över havet.

## Delavrinningsområde
Lill-Häggsjön ingår i det delavrinningsområde (697773-156400) som SMHI kallar för Mynnar i Återvänningssjön. Medelhöjden är 372 meter över havet och ytan är 11,73 kvadratkilometer. Det finns inga avrinningsområden uppströms utan avrinningsområdet är högsta punkten. Vattendraget som avvattnar avrinningsområdet har biflödesordning 3, vilket innebär att vattnet flödar genom totalt 3 vattendrag innan det når havet efter 68 kilometer. Avrinningsområdet består mestadels av skog (80 procent). Avrinningsområdet har 0,48 kvadratkilometer vattenytor vilket ger det en sjöprocent på 4,1 procent.